# Nissans dämningsområde, Halland
Nissans dämningsområde är en sjö i Halmstads kommun och Hylte kommun i Halland och ingår i Nissans huvudavrinningsområde. Sjön har en area på 0,344 kvadratkilometer och ligger 55,8 meter över havet. Sjön avvattnas av vattendraget Nissan.

## Delavrinningsområde
Nissans dämningsområde ingår i det delavrinningsområde (630604-133022) som SMHI kallar för Namn saknas. Medelhöjden är 93 meter över havet och ytan är 4,05 kvadratkilometer. Räknas de 203 avrinningsområdena uppströms in blir den ackumulerade arean 2 434,3 kvadratkilometer. Avrinningsområdets utflöde Nissan mynnar i havet. Avrinningsområdet består mestadels av skog (85 %). Avrinningsområdet har 0,32 kvadratkilometer vattenytor vilket ger det en sjöprocent på 7,9 %.